# Pedro Horrillo
Pedro Horillo (født 27. september 1974) er en spansk tidligere professionel cykelrytter.
Før han blev professionel i 1998, var Horillo filosofistuderende på et universitet i Spanien. Horillo blev professionel med Vitalicio Seguros-holdet, der dengang også havde store navne som Óscar Freire og Juan Miguel Mercado, der delte tre etaper mellem dem i Tour de France 2006. I 2001 skiftede Horillo til Mapei, hvor Freire også var skiftet til. Senere skiftede holdet navn til Quick Step-Innergetic, og det var det hold, han kørte for, da hans til dato største sejr blev kørt i hus: en etape i Paris-Nice 2004.
I 2005 vandt Horillo en etape ved 2005-udgaven af Volta a Catalunya, og i Vuelta a España 2005 var han lige ved at snuppe en etapesejr med et angreb sent på etapen, der holdt til  200 meter før målstregen. Horillo selv er en stor fan af Paris-Roubaix, og han har beskrevet løbet således: "Hvis jeg kun måtte køre én løb i min professionelle karriere, skulle det have været det – og hvis det var muligt, skulle det regne, for det er det rigtige Roubaix når det regner" (Cycle Sport Magazine-interview, November 2006-udgaven).
Horillo er kendt som en god forfatter, og i de senere år har han skrevet en klumme for De Volkskrant under Tour de France.